# Bleggio Inferiore
Bleggio Inferiore was een gemeente in de Italiaanse provincie Trente (regio Trentino-Zuid-Tirol). Op 1 januari 2010 fuseerde de gemeente met Lomaso in de nieuwe gemeente Comano Terme.

## Demografie
Bleggio Inferiore telde ongeveer 437 huishoudens. Het aantal inwoners steeg in de periode 1991-2001 met 7,5% volgens cijfers uit de tienjaarlijkse volkstellingen van ISTAT.
| Jaar | Inwoneraantal |
| ---- | ------------- |
| 1991 | 1008          |
| 2001 | 1084          |